# Kampung Bantan
Kampung Bantan is een bestuurslaag in het regentschap Aceh Utara van de provincie Atjeh, Indonesië. Kampung Bantan telt 474 inwoners (volkstelling 2010).